# Lâu đài Frýdštejn
Tàn tích lâu đài Frýdštejn (tiếng Đức: Burg Friedstein) nằm gần thị trấn Turnov, thuộc vùng Liberec, Cộng hòa Séc. Lâu đài Frýdštejn là một trong ba lâu đài thuộc huyện Jablonec nad Nisou. Đây là một trong những lâu đài điển hình bằng đá, nằm cuối rặng núi sa thạch, cạnh làng Frýdštejn. Lâu đài từng là một trọng điểm của thung lũng sông Jizera gần đó và tuyến đường giao thương từ thời xa xưa nối từ thị trấn Turnov về phương Bắc.

## Lịch sử

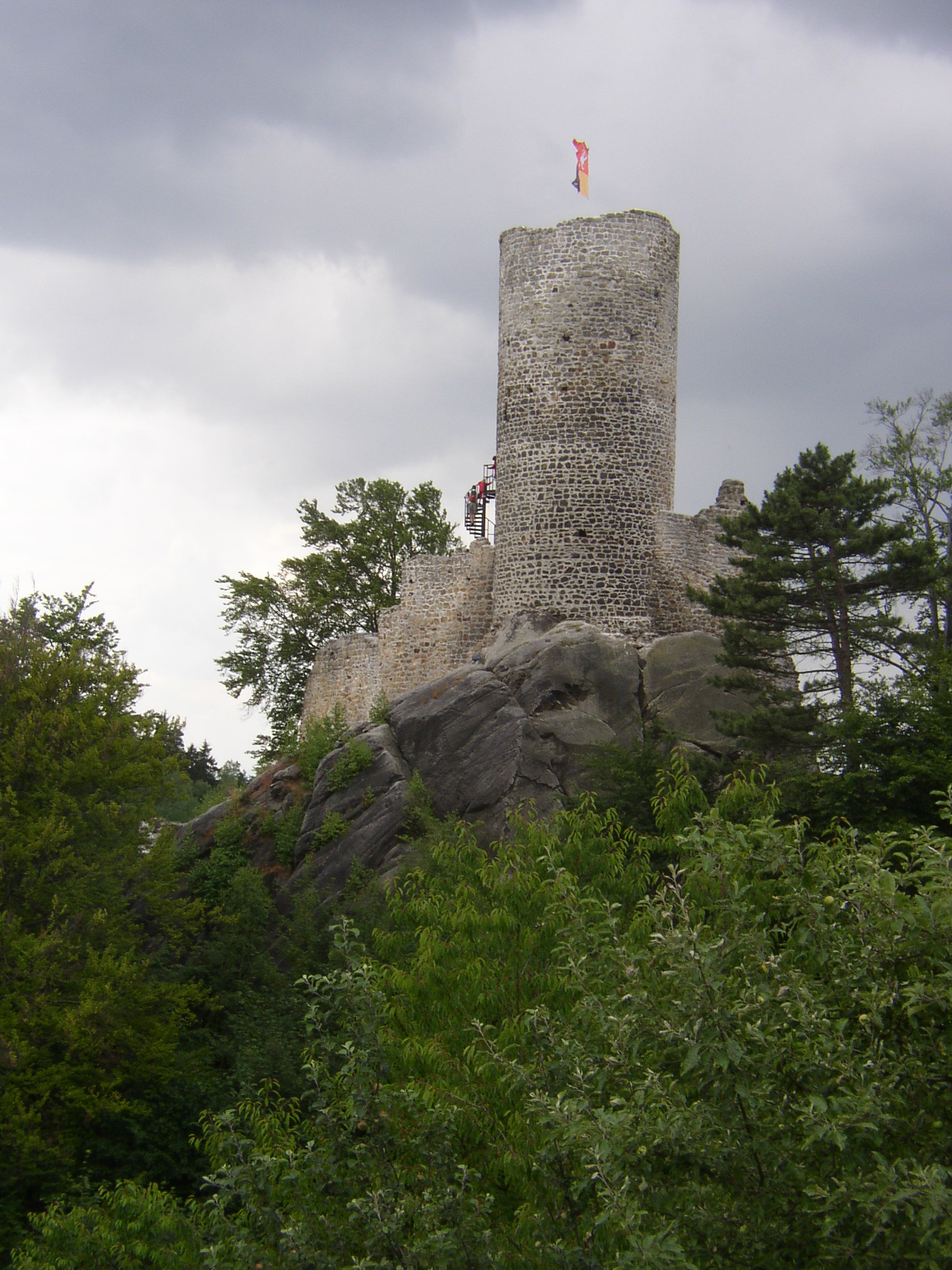
Quang cảnh lâu đài Frýdštejn nhìn từ tuyến đường phía bắc

Lâu đài Frýdštejn được xây dựng vào khoảng thế kỷ 4 (không rõ ngày chính xác). Lâu đài được nhắc đến lần đầu tiên trong nguồn ghi chép của một nhà thờ vào năm 1385. Ban đầu, lâu đài thuộc về sở hữu của một người theo Công giáo nhưng sau đó đã bị vây hãm bởi quân Hussite vào tháng 8 năm 1432. Tuy nhiên, người chủ đó về sau lại chấm dứt hành động đối đầu và theo phe Hussite. Kể từ đó, lâu đài đã thay nhiều đời chủ. Sau năm 1556, lâu đài đã mất chức năng của một tháp canh và đến cuối thế kỷ 16 thì đã không còn người ở tại lâu đài. Trong chiến tranh Ba Mươi Năm, những kẻ tẩu thoát, đào ngũ, đào tẩu thuộc đủ mọi loại thành phần đều tìm đến lâu đài để ẩn náu.
Lối vào ban đầu của lâu đài ở một nơi nào đó đến giờ vẫn chưa được tìm ra. Người ta cho rằng có thể lối vào ở phía bên phải có tòa tháp thông với tầng trệt của điện chính tòa, là nơi ở của chủ nhân lâu đài. Còn lối vào ngày nay của lâu đài được xây dựng vào thời hiện đại.
Do lâu đài có một không gian khiêm tốn nên những căn phòng nhỏ được tận dụng khoét vào từ núi đá, trong đó bao gồm cả một nhà nguyện nhỏ. Điểm nổi bật nhất của lâu đài chính là một tòa tháp lớn (còn được gọi là bergfrit) và cũng là phần được bảo tồn tốt nhất tại lâu đài. Tòa tháp này được xây dựng trên mỏm đá cao nhất với độ cao là 15 mét, chiều rộng là 9 mét và tường dày 2 mét. Lối vào duy nhất của tòa tháp là ở dưới tầng một và cao hơn mặt sân từ khoảng 6 đến 7 mét.
Lâu đài được mở cửa cho công chúng vào tham quan từ những năm 1890 khi Câu lạc bộ Trang sức Turnov mua lại từ nhà Rohan, một gia tộc từng sống tại lâu đài Sychrov. Những phát hiện về khảo cổ học của lâu đài hiện nay đang được trưng bày tại bảo tàng Turnov. Hiện tại, lâu đài Frýdštejn thuộc sở hữu của làng Frýdštejn và được giữ nguyên trạng.

## Bộ sưu tập

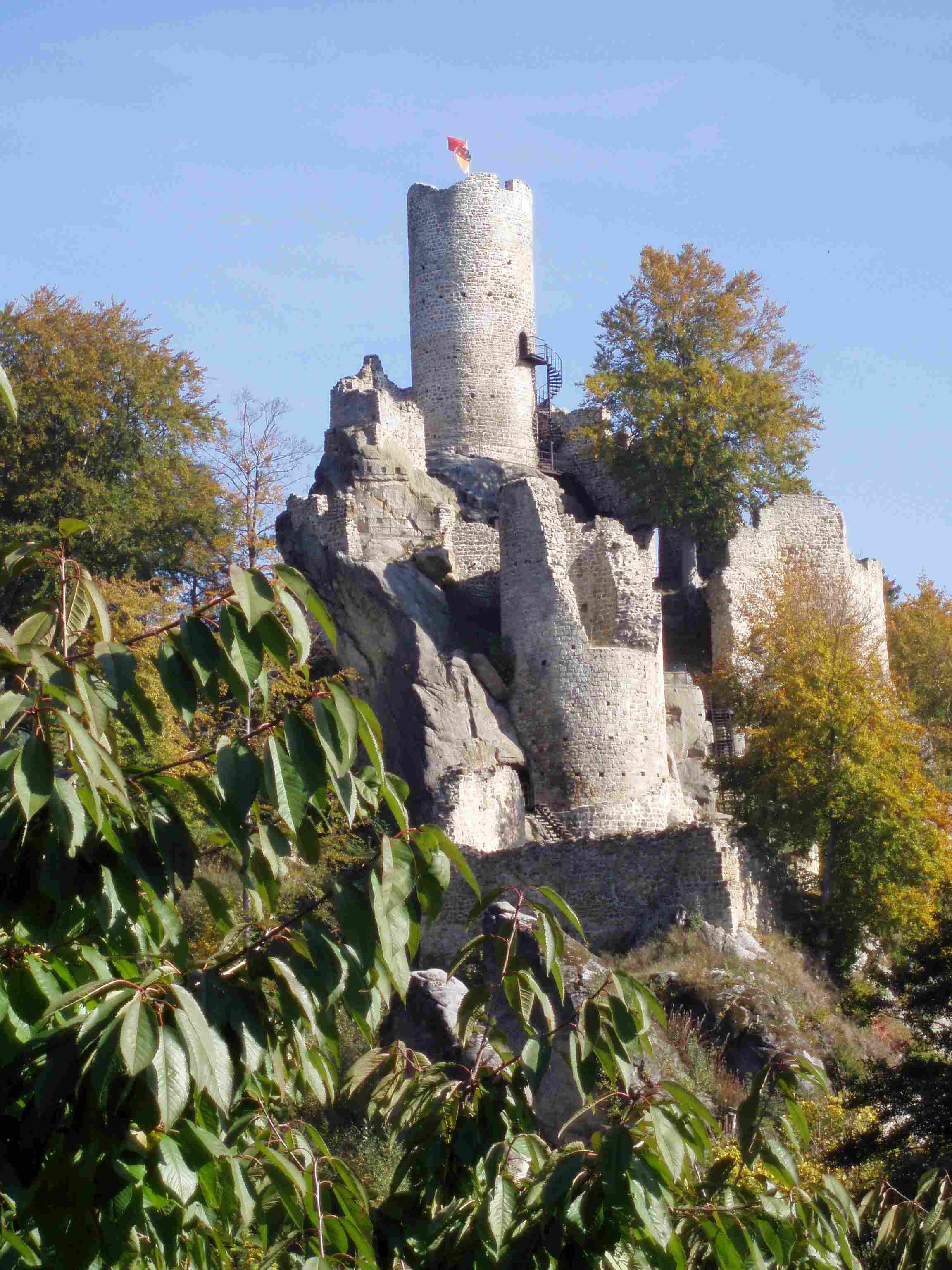
Một góc nhìn từ phía khác của lâu đài Frýdštejn
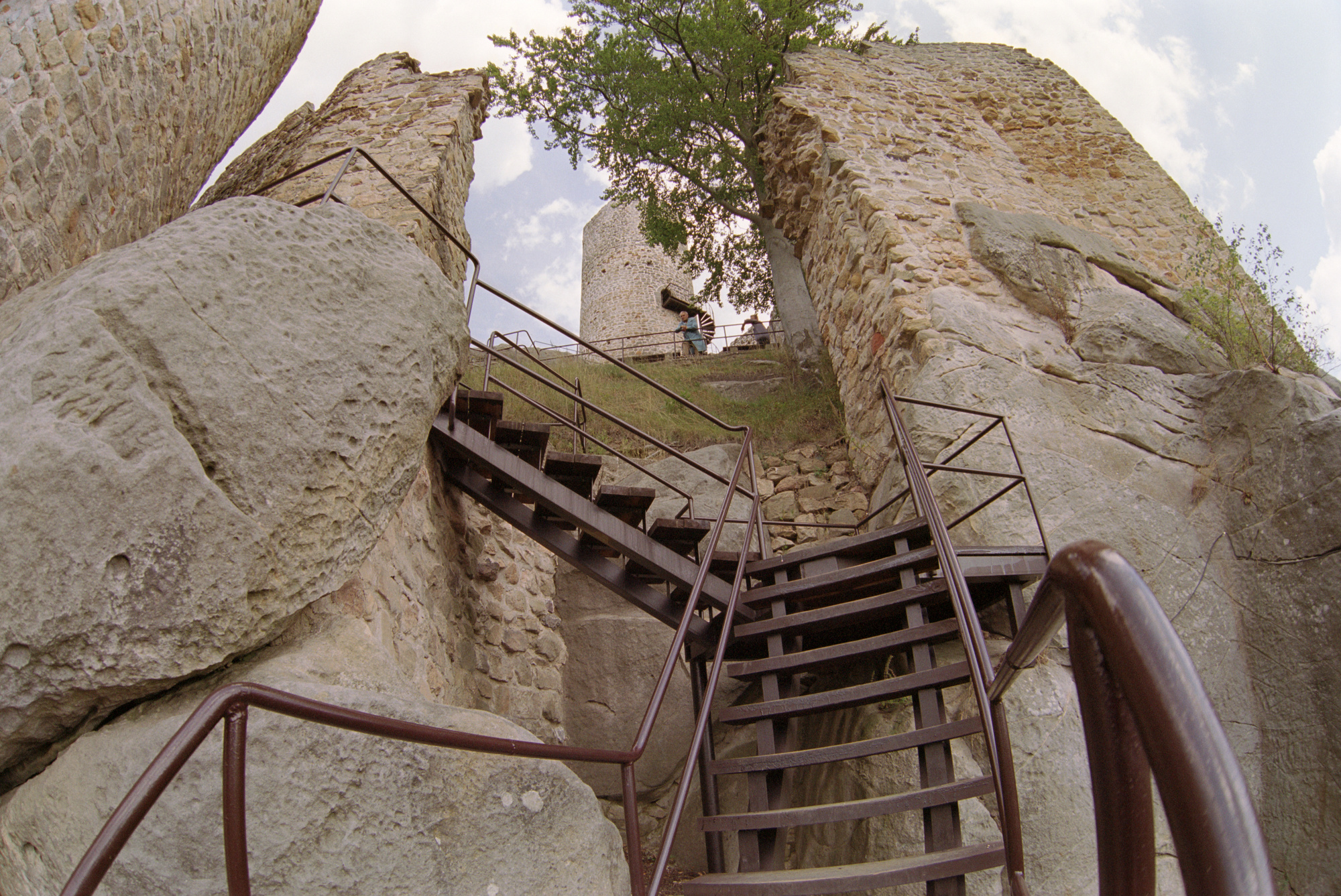
Góc nhìn từ phía dưới lên của lâu đài
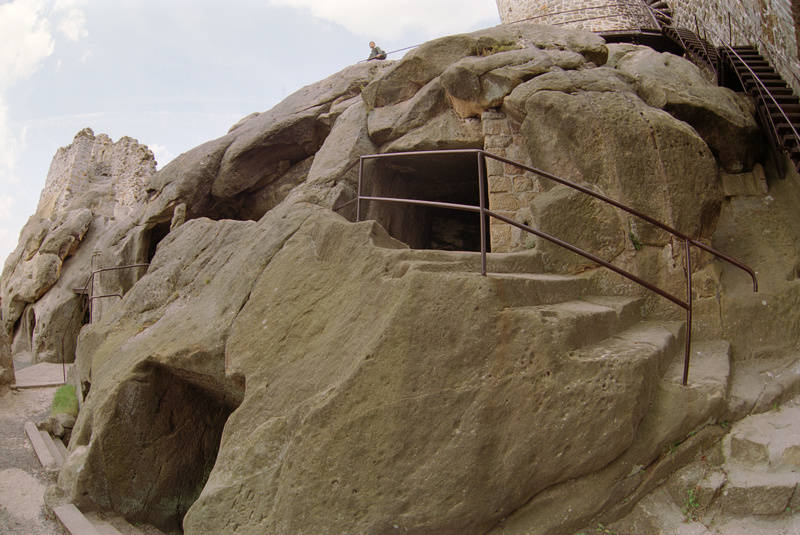
Những căn phòng được xây trong hốc đá sa thạch
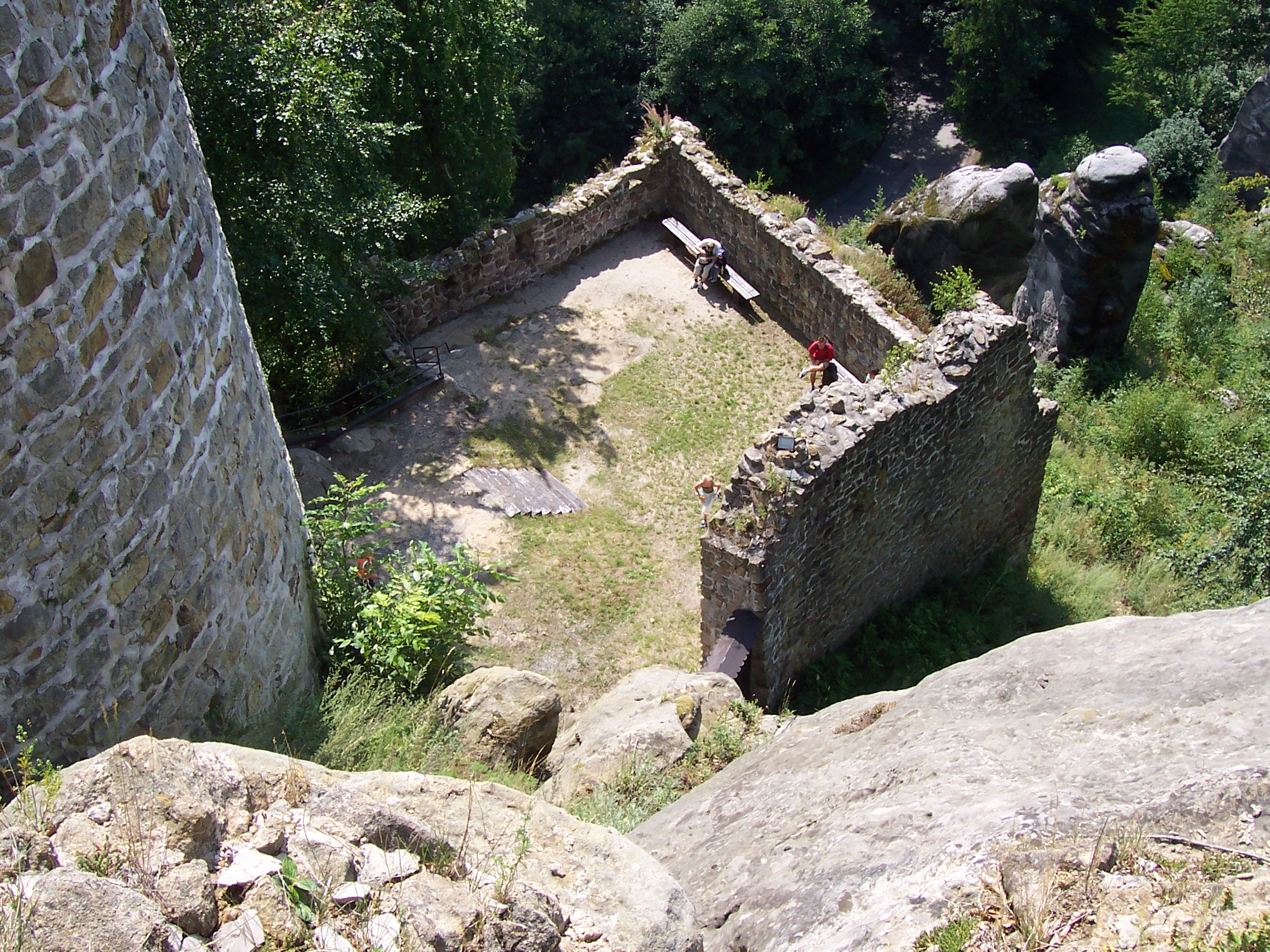
Sân dưới của lâu đài